# Josef Gudenus
Josef hrabě von Gudenus (Josef František Serafínský Ghislain hrabě z Gudenusu / Joseph Franz Seraphin Ghislain Graf von Gudenus) (31. července 1841 Mühlbach – 17. srpna 1919 Mühlbach) byl rakouský šlechtic a politik německé národnosti, v 2. polovině 19. století poslanec Říšské rady a maršálek Dolních Rakous. Spolu se svými bratry byl v roce 1907 povýšen do hraběcího stavu.

## Biografie

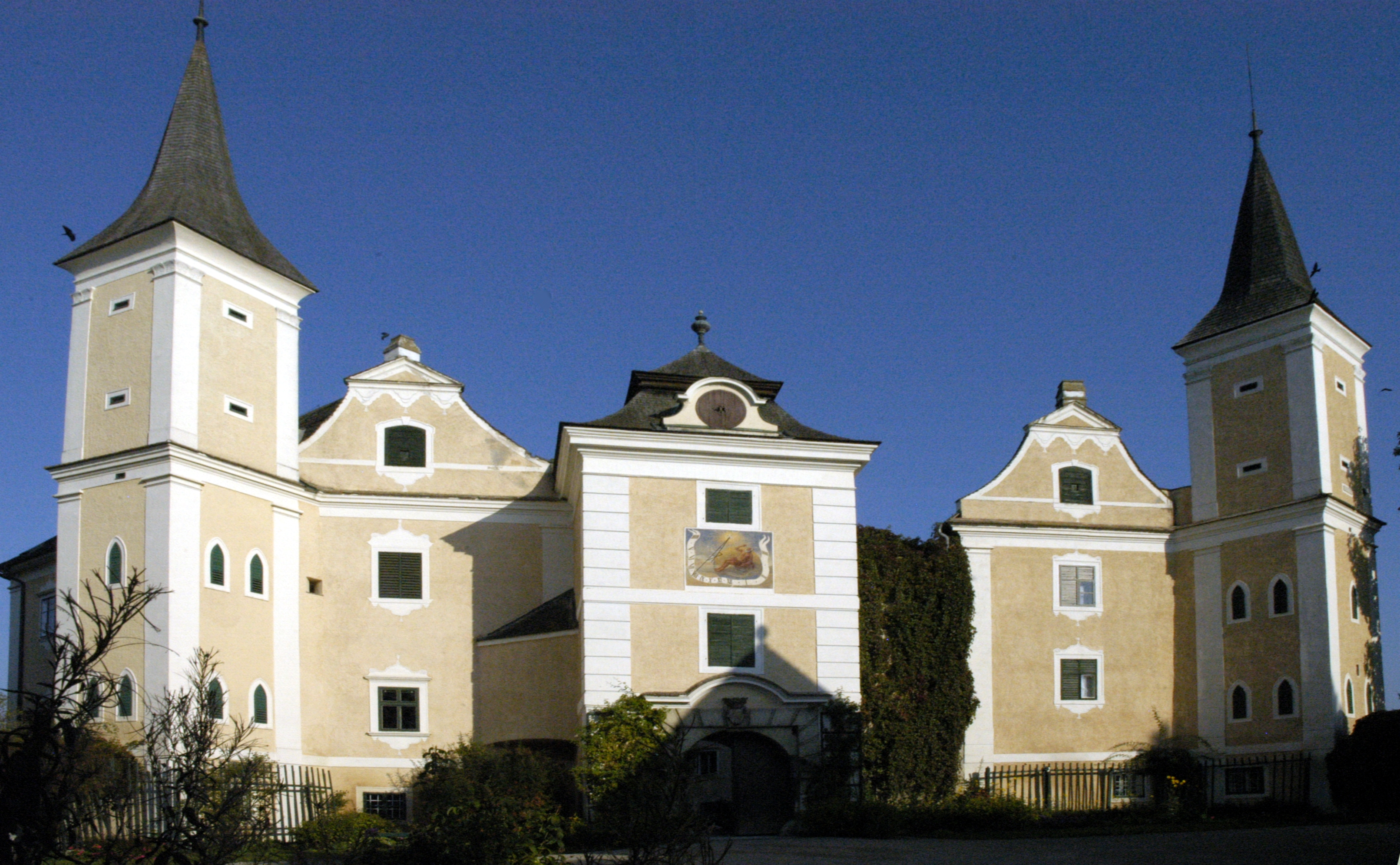
Zámek Mühlbach v Dolním Rakousku, sídlo Josefa Gudenuse

Pocházel ze staré rakouské šlechtické rodiny Gudenusů, narodil se jako druhorozený syn barona Gabriela Gudenuse (1795–1879) a jeho manželky Luisy, rozené Bartensteinové (1814–1878). Výchovu získal v jezuitském konviktu v belgické Lovani.
V zemských volbách roku 1880 byl zvolen na Dolnorakouský zemský sněm za kurii velkostatkářskou. Setrval zde do roku 1884. Zastupoval Stranu ústavověrného velkostatku. Na sněm se vrátil roku 1896 a zemským poslancem byl až do roku 1902. Nyní zastupoval Strany konzervativního velkostatku. Od prosince 1896 do prosince 1902 zastával funkci zemského maršálka, tedy předsedy sněmu a nejvyššího představitele zemské samosprávy v Dolních Rakousích (v jiných zemích monarchie se tento post nazýval zemským hejtmanem).
Působil také jako poslanec Říšské rady (celostátního parlamentu Předlitavska), kam nastoupil v doplňovacích volbách roku 1882 za kurii velkostatářskou v Dolních Rakousích. Slib složil 5. prosince 1882. Rezignaci oznámil dopisem 14. dubna 1883. Ve volebním období 1879–1885 se uvádí jako baron Josef von Gudenus, statkář, bytem Vídeň. V roce 1882 se uvádí jako německo-liberální (ústavověrný) poslanec Říšské rady.

## Majetek a rodina
Při dělení otcovského dědictví obdržel jako podíl velkostatek Mühlbach v Dolním Rakousku o rozloze 828 hektarů půdy.
V roce 1872 se ve Vídni oženil s hraběnkou Karolínou Vilemínou z Colloredo-Mansfeldu (1844–1916), dcerou knížete Josefa Františka z Colloredo-Mannsfeldu. Z jejich manželství se narodilo pět dětí. Karolínina mladší sestra Ida (1845–1914) se provdala za Josefova bratra Leopolda.
- 1. Marie Terezie (1875–1940), c. k. palácová dáma, dáma Řádu hvězdového kříže, ∞ 1907 Mořic hrabě Vetter z Lilie (1856–1945), c. k. tajný rada, komoří, poslanec moravského zemského sněmu, poslanec a předseda poslanecké sněmovny Říšské rady, československý senátor, majitel velkostatku Nová Horka
- 2. Gabriel Maria Leopold (1877–1954), c. k. komoří, plukovník, ∞ 1922 Helena Korompay (1879–1961)
- 3. Luisa Marie Anna (1877–1947)
- 4. Ida Aglaja Marie (1880–1973), ∞ 1918 Paul Höger (1877–1951), c. k. plukovník
- 5. František Josef (1883–1960), JUDr., c. k. komoří, rytmistr, státní úředník, majitel velkostatku Mühlbach, ∞ 1915 Anna Marie svobodná paní Bianchi di Casalanza (1885–1959)

Josefův nejstarší bratr Jindřich (1839–1915) byl majitelem velkostatků v Dolním Rakousku (Waidhofen an der Thaya) a v roce 1907 byl jmenován dědičným členem Panské sněmovny. Další bratr Leopold (1843–1913) byl též politikem a také vysoce postaveným dvořanem (v letech 1904–1913 nejvyšší komoří císařského dvora Nejmladší bratr Gabriel (1853–1915) vlastnil velkostatek Moravec na Moravě. Všichni sourozenci byli v roce 1907 povýšeni do hraběcího stavu.
Jeho švagrem byl hrabě Jeroným Ferdinand z Colloredo-Mansfeldu (1842–1881), v letech 1875–1879 rakouský ministr zemědělství.